# Talamone
Talamone este un oraș în Toscana, pe coasta de vest al Italiei centrale, administrativ este un frazione al comunei Orbetello din provincia Grosseto. Talamone este apropriat de Via Aurelia și se găsește la o distanță de 25 km de Grosseto și la 10 km de Orbetello. 

## Istoric
Un oraș înfloritor încă din perioada etruscă, care a văzut o bătălie decisivă între armata romană și celți în 225 î.Hr..
Talamone a fost distrus total de către Sulla datorită suportului acordat de localnici lui Gaius Marius în marșul său împotriva Romei din exilul său african.
Dominion al familiei Aldobrandeschi în Evul Mediu Timpuriu, care a construit castelul impunător în secolul al XIII-lea. După ce trece în posesia Republicii Siena, în 1559 teritoriul este cedat Spaniei.
Portul orașului a fost o etapă a expediției lui Horatio Nelson spre Egipt în 1798 și citat de către Napoleon ca Tagliamon pe coasta Toscanei.

## Legături externe
- Comune di Orbetello
- Pro Loco Talamone Arhivat în 19 septembrie 2016, la Wayback Machine.